# Reinhold Trautmann
Reinhold Trautmann (* 16. Januar 1883 in Königsberg i. Pr.; † 4. Oktober 1951 in Jena) war ein deutscher Slawist. Als solcher forschte er zur Sprache, Literatur und Kultur der Slawen. Er erwarb sich maßgebliche Verdienste um die Übersetzung slawischer Literatur. So übersetzte er im Jahr 1931 die altrussische Nestorchronik ins Deutsche. Daneben forschte er zu slawischen Sprachinseln im deutschsprachigen Raum, u. a. zum Sorbischen.

## Leben
Trautmann wirkte seit 1910 an der Karl-Ferdinands-Universität, der Albertus-Universität Königsberg, der Universität Leipzig und (ab 1948) an der Friedrich-Schiller-Universität. Bekannt wurde er mit seinen Arbeiten zur baltoslawischen Philologie und zur slawischen Volksdichtung. Von 1928 bis 1931 war er Mitglied der Deutschen Demokratischen Partei (ab 1930 Deutsche Staatspartei).
Im November 1933 unterzeichnete er das Bekenntnis der deutschen Professoren zu Adolf Hitler. Seit 1937 war er Mitglied der NSDAP. 1939 wurde seine bereits im Druck befindliche Schrift Die wendischen Ortsnamen Ostholsteins, Lübecks, Lauenburgs und Mecklenburgs aus politischen Gründen verboten, da die Beschäftigung mit sorabistischen Themen zu diesem Zeitpunkt nicht mehr erwünscht war. Bei der Verabschiedung der dem Verbot zugrunde liegenden „Thesen zur Wendenfrage“ im April 1937 war Trautmann neben Otto Reche und Rudolf Kötzschke selbst zugegen gewesen.
Ab 1940 bis zu seinem Tod war Trautmann Mitglied der Sächsischen Akademie der Wissenschaften zu Leipzig. 1947 wurde er zum korrespondierenden und 1949 zum ordentlichen Mitglied der Deutschen Akademie der Wissenschaften zu Berlin gewählt.
Nach 1945 unterstützte er die kulturelle Ausrichtung der Sowjetischen Besatzungszone und der Deutschen Demokratischen Republik auf die Sowjetunion.

## Schriften (Auswahl)
- Die altpreußischen Sprachdenkmäler. Einleitung, Texte, Grammatik, Wörterbuch. Vandenhoeck & Ruprecht, Göttingen 1910, (Digitalisat), Digitalisat Bibliothek Elbing
- Baltisch-Slavisches Wörterbuch. Vandenhoeck & Ruprecht, Göttingen 1923, (Digitalisat).
- mit Heinrich F. Schmid: Wesen und Aufgaben der deutschen Slavistik. Ein Programm (= Slavisch-baltische Quellen und Forschungen. 1, ZDB-ID 515276-8). Haessel, Leipzig 1927.
- als Herausgeber: Die Altrussische Nestorchronik. Povestʹ vremennych let. In Übersetzung herausgegeben. Markert & Petters, Leipzig 1931.
- Die wendischen Ortsnamen Ostholsteins, Lübecks, Lauenburgs und Mecklenburgs, Karl Wachholtz Verlag, Neumünster 1939.
- Die slavischen Völker und Sprachen. Eine Einführung in die Slavistik. Harrassowitz, Leipzig 1948. Digitalisat Kujawo-Pommernsche Digitale Bibliothek
- Das altrussische historische Lied. Akademie-Verl., Berlin 1951 (Digitalisat).
- Die elb- und ostseeslavischen Ortsnamen. 3 Bände. Akademie-Verlag, (Ost-)Berlin 1948–1956;
  - 1 (= Abhandlungen der Deutschen Akademie der Wissenschaften. Philosophisch-Historische Klasse. 1947, 4, ZDB-ID 210010-1). 1948;
  - 2 (= Abhandlungen der Deutschen Akademie der Wissenschaften. Philosophisch-Historische Klasse. 1947, 7). 1949;
  - 3: Register (= Abhandlungen der Deutschen Akademie der Wissenschaften. Klasse für Sprachen, Literatur und Kunst. 1953, 7, ZDB-ID 210007-1). 1956.